# Altino Machado
Coronel  da Polícia Militar de Minas Gerais, três vezes condecorado, Altino Machado serviu, durante a Batalha do Túnel  (1932), ao lado daquele que viria a ser o presidente do Brasil:Juscelino Kubitschek, que servia na condição de médico. Em Governador Valadares, foi fazendeiro, grileiro, administrador de terras da Cia Siderúrgica Belgo Mineira  e principal figura política da cidade, que atuou como chefe do grupo de ruralistas e civis locais que apoiaram o Golpe de Estado no Brasil em 1964. . Seu filho, José Altino Machado, é  diretor da Associação dos Mineradores do Alto Tapajós (Amot). Chegou à região, no Norte do Brasil, nos anos 1970. Fazendeiro na região de Governador Valadares, exímio piloto de avião, após uma tragédia familiar decolou, sem uma direção definida, e acabou sobrevoando a floresta amazônica que, imediatamente, chamou sua atenção. Assim começava a história que dura até hoje. Nacionalmente conhecido como líder dos garimpeiros da Amazônia. Acusado de ter invadido território de índios ianomâmis na década de 1980, ele nega, ressaltando que a área ocupada não teria ainda sido demarcada como terra de usufruto exclusivo de povos indígenas, inclusive já sendo explorada pela mineradora Vale. 
Altino Machado, apontado como "caçador de índios",  contava dez anos de idade quando tal episódio ocorreu na região. Sua fazenda, afirmam familiares, foi fincada em terras devolutas.  Na época 11 militares teriam sido escolhidos para ocupar terras e dar início povoação do lugar que hoje é conhecido como Governador Valadares. 
Apesar de já não viver o seu período de glória, que foi dos anos 60 até o final dos anos 90, a família Altino Machado ainda goza de grande poder político e prestígio na cidade.

## "Caçador de Índios"
Junto com a figura mítica da PMMG o Capitão Pedro , foi conhecido por caçar, denunciar e segundo algumas testemunhas, mandar executar pessoas que fossem rotuladas simplóriamente de comunistas ou índios na região de Governador Valadares.

## Aeroporto Coronel Altino Machado
Em 1966, é inaugurado o primeiro aeroporto de Governador Valadares que foi nomeado como "Aeroporto Coronel Altino Machado". A denominação ainda é objeto de debates acalorados entre os cidadãos mais antigos da cidade.